# Harry Mathews

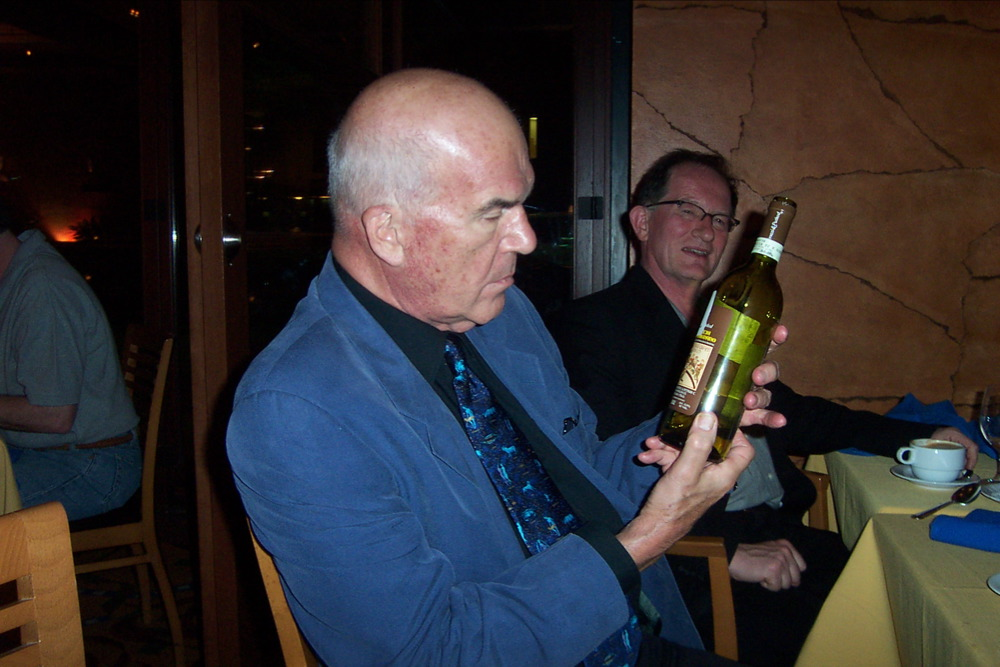
Harry Mathews (2004)

Harry Mathews (geboren 14. Februar 1930 in New York City; gestorben 25. Januar 2017 in Key West) war ein US-amerikanischer Autor.

## Leben
Harry Mathews war ein Kind einer amerikanischen Oberschichtfamilie. Er besuchte eine Privatschule, studierte seit 1947 Musik an der Princeton University und schloss sein Studium 1952, nach einem Jahr Unterbrechung durch den Militärdienst, an der Harvard University ab. 1949 heiratete er Niki de Saint Phalle, die aus demselben Milieu stammte und mit der frühen Ehe gegen ihre Familie rebellierte, 1951 und 1955 wurden die Kinder Laura und Philip geboren. Mathews und seine Frau zogen 1952 nach Europa, wo er in Paris seine Dirigentenausbildung abbrach und zu schreiben begann. Den ersten Roman The Conversions schrieb er zwischen 1958 und 1960. Niki verließ ihn 1960, er unterstützte sie in den Folgejahren, indem er Kunstobjekte von ihr kaufte.
In den Fünfziger- und Sechzigerjahren war er mit der New York School of Poets assoziiert und schloss eine künstlerische Freundschaft mit John Ashbery. 1970 wurde Mathews mit dem französischen Schriftsteller Georges Perec bekannt, ihre Zusammenarbeit endete erst mit dem Tod Perecs 1982. Perec sorgte 1972 für Mathews’ Aufnahme in die 1960 gegründete Oulipo-Gruppe, der u. a. Italo Calvino, Oskar Pastior und Raymond Queneau angehörten. Mathews gab 1998 bei der Atlas Press ein englischsprachiges Kompendium über die Gruppe heraus. Mathews’ Versuche mit der potentiellen Literatur fanden nur wenige Leser.
Im Jahr 1982 erhielt er ein Stipendium des National Endowment for the Arts und 1991 einen Literaturpreis der National Academy and Institute of Arts and Letters. 1991 hatte er ein Stipendium für das Berliner Künstlerprogramm des DAAD und frischte seine Deutschkenntnisse auf. Mathews heiratete 1992 Marie Chaix, für die er nicht nur ihren ersten Roman Les lauriers du lac de Constance ins Englische übersetzte.
Mathews lebte die meiste Zeit seines Lebens in Frankreich. Er veröffentlichte sechs Romane: The Conversions, Tlooth, The Sinking of the Odradek Stadium, Cigarettes, The Journalist, My Life in CIA; verschiedene Gedichtbände, davon den ersten, The Ring im Jahr 1960; Kurzgeschichten und eine große Anzahl Essays und Zeitschriftenbeiträge. Mathews arbeitete auch an der Schnittstelle zwischen Literatur und Musik. Im Oxford Book of American Poetry ist er mit dem Gedicht Histoire (1982) vertreten. Der Roman My Life in CIA nimmt Bezug darauf, dass er in seinem Bekanntenkreis Anfang der 1970er Jahre – zu der Zeit hielt er sich in der „Front-Stadt“ West-Berlin auf – als CIA-Agent galt, sein „autobiographischer Roman“ klärt das nicht auf, er bleibt in der Schwebe zwischen Memoiren und Fiktion.
Mathews übersetzte eine Reihe von Schriften aus dem Französischen ins Englische, er schrieb selbst auch in der französischen Sprache.
In Peter Schamonis im Jahr 1995 erstellten Dokumentarfilm Niki de Saint Phalle: Wer ist das Monster – Du oder ich? wird die zehnjährige Ehe zwischen de Saint Phalle und Mathews, in der Mathews die Rolle des Ernährers, Kindererziehers und Krankenpflegers hatte, nicht thematisiert.

## Werke in deutscher Übersetzung
- Der einsame Zwilling. Aus dem Amerikan. von Michael Mundhenk. Diaphanes, Zürich 2020.
- Die Lust an sich. Aus dem Amerikan. von Werner Schmitz. Diaphanes, Zürich 2018.
- Der Obstgarten – Erinnerungen an Georges Perec. Aus dem Amerikan. von Uli Becker. Diaphanes, Zürich 2018.
- Mein Leben als CIA: eine Chronik des Jahres 1973. Autobiografischer Roman. Aus dem Amerikan. von Michael Mundhenk. Engeler, Basel 2006.
- Minima moralia. Das Bratislavische Spiccato. Aus dem Amerikan. von Werner Schmitz und Max Looser. Edition Plasma, Berlin 1996.
- Autobiographie. Aus dem Amerikan. von Michael Mundhenk. Maro-Verlag, Augsburg 1995.
- Umwandlungen. Aus dem Amerikan. von Werner Schmitz. Fototeil: Renate von Mangoldt. Aufbau-Verlag, Berlin 1993.
- Der Obstgarten – Erinnerungen an Georges Perec. Aus dem Amerikan. von Uli Becker. Edition Plasma, Berlin 1991, ISBN 3-926867-14-0.
- Roussel und Venedig: Entwurf zu einer melancholischen Geographie. Mit Georges Perec. Aus dem Franz. von Hanns Grössel. Edition Plasma, Berlin 1991; zero sharp, Berlin 2018, ISBN 978-3-945421-07-9.
- Zigaretten: Roman. Aus dem Amerikan. von Werner Schmitz. Suhrkamp, Frankfurt am Main 1991.
- Die Lust an sich. Aus dem Amerikan. von Werner Schmitz. Edition Plasma, Berlin 1990.
- Zlahn. Aus dem Amerikan. von Marc Adrian. März-Verlag, Frankfurt am Main 1970